# 2006年全國體育大會壁球比賽
全國第三屆體育大會壁球項目由5月24日至28日舉行，設團體賽、男子單人和女子單人，合共3個小項。

## 獎牌分佈情況

### 團體賽
澳門在決賽中以3:0大勝上海，成為金牌得主，而北京就戰勝湖北，取得一面銅牌。
| 獎牌 | 隊伍 |
| 金牌 | 澳門 |
| 銀牌 | 上海 |
| 銅牌 | 北京 |

### 男子單人賽
澳門運動員歐文度局分以9:1、4:1、9:7，比分3:0擊敗上海代表，再為澳門於三體會的壁球]]項目奪得金牌，北京運動員任增利以3:2險勝，獲銅牌。
| 獎牌 | 運動員         |
| 金牌 | 歐文度（澳門） |
| 銀牌 | 蔡平華（上海） |
| 銅牌 | 任增利（北京） |

### 女子單人賽
湯春珏以比分3:1勝出，協助江蘇奪取一金，郭紫菱順利以3:0打敗北京代表，取得一銅。
| 獎牌 | 隊伍           |
| 金牌 | 湯春珏（江蘇） |
| 銀牌 | 吳珍珍（湖北） |
| 銅牌 | 郭紫菱（澳門） |